# One Shot '80 Volume 3 (Love)
One Shot '80 Volume 3 (Love) è la terza raccolta di canzoni degli anni '80, pubblicata in Italia dalla Universal su CD (catalogo UMD77077, 025 7 77077 2) e cassetta nel 1999, appartenente alla serie One Shot '80 della collana One Shot.
Raggiunge la posizione numero 3 nella classifica degli album in Italia, risultando il 48° più venduto durante il 1999.

## City Lights
Pubblicato nel 1987, è il singolo di maggior successo dei tre in totale nella carriera del modello statunitense William Pitt (nome vero William Frederick Pate), trasferitosi a Parigi a metà degli anni ottanta e diventato un cantante one-hit wonder. Il disco, prodotto da Pascale Pilet-Desjardins, ha raggiunto buoni piazzamenti solo in Svizzera (13°), Belgio (14°), Germania (15°), Austria (16°) e Paesi Bassi (19°) ma non altrove; per esempio in Francia non è andato oltre la 47ª posizione.

## Tracce
Il primo è l'anno di pubblicazione del singolo, il secondo quello dell'album; altrimenti coincidono. 
1. Modern Talking – You're My Heart, You're My Soul – 3:22 (Steve Benson) – 1984, 1985
2. F.R. David – Words – 3:27 (Elli Robert Fitoussi) – 1982
3. The Alan Parsons Project – Eye in the Sky – 4:32 (Eric Woolfson, Alan Parsons) – 1982
4. William Pitt – City Lights – 3:46 (testo: Philip Trainer, Pascal Wüthrich – musica: Pascal Wüthrich, Pascale Pilet-Desjardins) – 1987
5. The Lotus Eaters – The First Picture of You – 5:28 (Peter Coyle, Jeremy Kelly, Gerald Quinn) – 1983, 1984
6. The Korgis – Everybody's Got to Learn Sometime – 4:12 (James Warren) – 1980
7. Robert Palmer – Johnny and Mary – 3:57 (Robert Palmer) – 1980
8. Boston – Amanda – 4:14 (Tom Scholz) – 1986
9. Trio – Da Da Da – 3:22 (Stephan Remmler, Gert 'Kralle' Krawinkel) – 1982
10. Thompson Twins – Doctor! Doctor! – 4:22 (Tom Bailey, Alannah Currie, Joseph Leeway) – 1983, 1984
11. Double – The Captain of Her Heart – 4:30 (testo: Felix Haug – musica: Kurt Maloo) – 1985
12. The Adventures – Broken Land – 5:00 (Pat Gribben) – 1988
13. Mike Oldfield – Moonlight Shadow – 3:35 (Mike Oldfield) – 1983
14. Rupert Holmes – Him – 4:07 (Rupert Holmes) – 1979
15. Glenn Frey – You Belong to the City – 5:50 (Glenn Frey, Jack Tempchin) – 1985
16. Mike Francis – Survivor – 4:17 (Francesco Puccioni) – 1983, 1984
17. Kim Carnes – Bette Davis Eyes – 3:42 (Donna Weiss, Jackie DeShannon) – 1981
18. Lio – Amoureux solitaires – 3:36 (testo: Elli Medeiros – musica: Denis Quilliard) – 1980